# Séisme de 1949 en Terre de Feu
Le séisme de 1949 en Terre de Feu est un tremblement de terre qui eut lieu dans l'archipel de la Terre de Feu, qui s'étend sur la province argentine de Terre de Feu, Antarctique et Îles de l'Atlantique Sud et les provinces chiliennes de Tierra del Fuego et de l'Antarctique chilien. 

## Description
Le séisme est enregistré le 17 décembre 1949 et consiste en une série de mouvements sismiques qui débutent à 6 h 53 min 30 s (GMT) et s'achèvent à 22 h 30 min 48 s (GMT). Ces séismes sont enregistrés à une magnitude de 7,8 sur l'échelle de Richter.
L'épicentre du premier séisme est localisé à l'ouest de la grande île de la Terre de Feu, à 54° 14′ 00″ S, 69° 00′ 00″ O, et son hypocentre à une profondeur de 30 km. Le dernier hypocentre enregistré (à 22 h 30 GMT) était à une profondeur 70 km. Le séisme trouve son origine dans la faille Fagnano-Magallanes, un système régional de faille sismologique orientée est-ouest qui coïncide avec la limite transformante entre les plaques sudaméricaine (au nord) et Scotia (au sud)
Ce séisme est le plus puissant enregistré dans le sud de l'Argentine et l'un des plus puissants dans la partie australe du Chili. Il est ressenti avec une intensité de VIII sur l'échelle de Mercalli, et touche les villes de l'île ainsi que plusieurs localités situées plus au nord, telles que la capitale de la province de Santa Cruz, Río Gallegos, en Argentine et la capitale de la région de Magallanes et de l'Antarctique chilien, Punta Arenas, au Chili. Le séisme fait une victime dans la ville argentine de Tolhuin.

### Sources et bibliographie
- (es) Instituto Nacional de Prevención Sísmica. Listado de Terremotos Históricos.